# Рационални очаквания
Рационални очаквания е хипотеза в икономиката, рационалните очаквания са моделно-консистентни очаквания, при които всички икономически агенти вътре в модела предполагат, че предвижданията в него са валидни, тоест това означава, че предвижданията на агентите за бъдещи стойности на икономически релевантни променливи не могат да бъдат систематично грешни, при положение, че грешките са случайни. Този модел е използван в съвременните макроикономически модели, теория на играта и други приложения на теорията за рационалния избор.
Моделирането на очакванията е критично за всички модели, които изучават как голям брой индивиди, фирми и организации правят избори при несигурност.
|  | Тази страница частично или изцяло представлява превод на страницата Rational expectations в Уикипедия на английски. Оригиналният текст, както и този превод, са защитени от Лиценза „Криейтив Комънс – Признание – Споделяне на споделеното“, а за съдържание, създадено преди юни 2009 година – от Лиценза за свободна документация на ГНУ. Прегледайте историята на редакциите на оригиналната страница, както и на преводната страница, за да видите списъка на съавторите. ВАЖНО: Този шаблон се отнася единствено до авторските права върху съдържанието на статията. Добавянето му не отменя изискването да се посочват конкретни източници на твърденията, които да бъдат благонадеждни. |